# Dudley Ryder (3. hrabia Harrowby)
Dudley Francis Stuart Ryder, 3. hrabia Harrowby (ur. 16 stycznia 1831, zm. 26 marca 1900) – brytyjski arystokrata i polityk, członek Partii Konserwatywnej, minister w rządach lorda Beaconsfielda i lorda Salisbury’ego.
Był najstarszym synem Dudleya Rydera, 2. hrabiego Harrowby, i lady Frances Stuart, córki Johna Stuarta, 1. markiza Bute. Od 1847 r. nosił tytuł grzecznościowy wicehrabiego Sandon.
W latach 1856–1859 zasiadał w Izbie Gmin jako reprezentant okręgu Lichfield. W latach 1868–1882 reprezentował okręg wyborczy Liverpool. Po śmierci ojca w 1882 r. odziedziczył tytuł 3. hrabiego Harrowby i zasiadł w Izbie Lordów.
Zajmował się sprawami edukacyjnymi. Był członkiem London School Board i wiceprzewodniczącym Komitetu Edukacji w latach 1874–1878. W latach 1878–1880 był przewodniczącym Zarządu Handlu. W latach 1885–1886 był Lordem Tajnej Pieczęci.
Zmarł w 1900 r. Był żonaty z lady Mary Cecil (córką 2. markiza Exeter), ale nie miał dzieci. Tytuł parowski odziedziczył jego młodszy brat, Henry.